# معركة نيبلي الخضراء
معركة نيبلي الخضراء (بالإنجليزية: Battle of Nibley Green)‏ هي معركة وقعت في 20 مارس من عام 1469 ( المؤرخون المعاصرون يقولون أنها في عام 1470 - قبل اعتماد التقويم الغريغوري في إنجلترا كانت السنة الجديدة تبدأ في 25 مارس والمعركة التي وقعت كانت في 20 من مارس لذا فهي في السنة الدية 1470 ).وقعت هذه المعركة بين الفيكونت توماس نالبوت ومركيز ويليام دي بيركلي.ومن الجدير بالذكر أن هذه المعركة هي آخر المعارك التي تم خوضها بين رجال الإقطاعيات وبين الجيوش الخاصة في إنجلترا.
‌